# Бакуриани
Бакуриа́ни (груз. ბაკურიანი) — посёлок городского типа в Боржомском муниципалитете Самцхе-Джавахетского края Грузии. Население — 1879 человек (2014).

## Описание

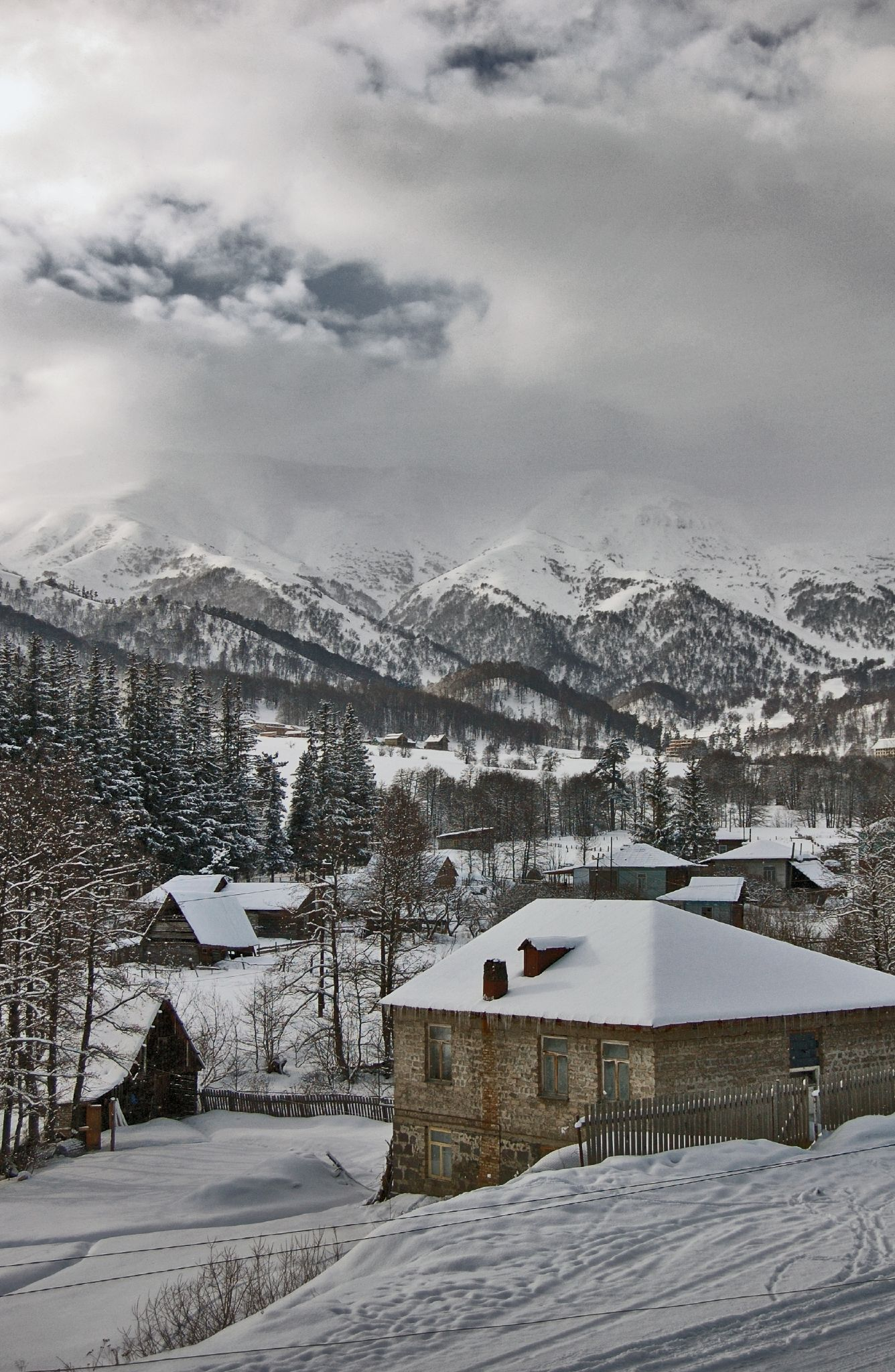

Посёлок связан с Боржоми автомобильной и узкоколейной железной дорогой. Горнолыжный курорт, расположенный на высоте около 1700 м над уровнем моря на северном склоне Триалетского хребта.
Вместе с Боржоми претендовал на проведение зимних Олимпийских игр 2014 года, но грузинская заявка не попала в итоговую тройку претендентов. Посёлок также знаменит своими минеральными источниками и ботаническим садом Грузинской Академии наук. Рядом с Бакуриани находится месторождение андезита, вокруг которого вырос посёлок Бакурианский Андезит. Горнолыжный курорт Бакуриани — зимний курорт, расположен в 180 км западнее Тбилиси в Боржомском ущелье, в окружении Кавказского горного хребта.

## История
С вершин бакурианских гор берут начало Боржомские источники. До скважин и разливочных предприятий от поселка — 30 минут езды. Здесь развит как зимний, так и летний туризм. В советские годы Бакуриани был самым популярным курортом среди местного населения, так же являлся традиционным местом проведения соревнований по зимним видам спорта: слалом, бобслей, биатлон и прыжки с трамплина. Это место было излюбленным местом отдыха русской царской семьи и здесь до сих пор сохранился царский дворец.

## Климат
Зима холодная, но не суровая (-6-7 °C) и, как правило, солнечная, снегообильная. Погода, в основном, безветренная. Высокая продолжительность солнечных дней. Средняя высота снежного покрова — 64 см.

## Курорт

2006 год

В Бакуриани множество горнолыжных трасс. Для начинающих имеется трасса с протяжённостью бугельного подъёмника 300 м, уклон горы 10-12 градусов. Двухступенчатая трасса «Кохта — 1» общая протяжность 1500 м. Верхние, 400 м довольно сложные и достигают уклона в 52 градуса. Неопытным лыжникам рекомендуют «Плато». «Кохта — 2» — также двухступенчатая трасса общей протяженностью 3000 м. Крутые спуски сменяются более лёгкими пологими. Несколько трасс сертифицированы. В настоящее время на курорте продолжаются строительные работы, ожидается открытие новых подъёмников и трасс. Среди любителей бега на лыжах большой популярностью пользуется подъем на лыжах на перевал Цхрацкаро (13 км от Бакуриани) на высоту 2454 м.
С 19 февраля по 5 марта 2023 года в Бакуриани проходил чемпионат мира по фристайлу и сноуборду.

## Транспорт
«Бакуриани» — конечная станция узкоколейной железной дороги Боржоми — Бакуриани.